# Rue Louis-Blanc (Paris)
Pour les articles homonymes, voir rue Louis-Blanc, Louis Blanc (homonymie) et Blanc (homonymie).
La rue Louis-Blanc est une voie du 10e arrondissement de Paris, en France.

## Situation et accès
La rue Louis-Blanc est une voie publique située dans le 10e arrondissement de Paris. Elle débute au 11, place du Colonel-Fabien et se termine au 35, boulevard de la Chapelle. Elle franchit ainsi le canal Saint-Martin par le pont Maria-Pacôme.

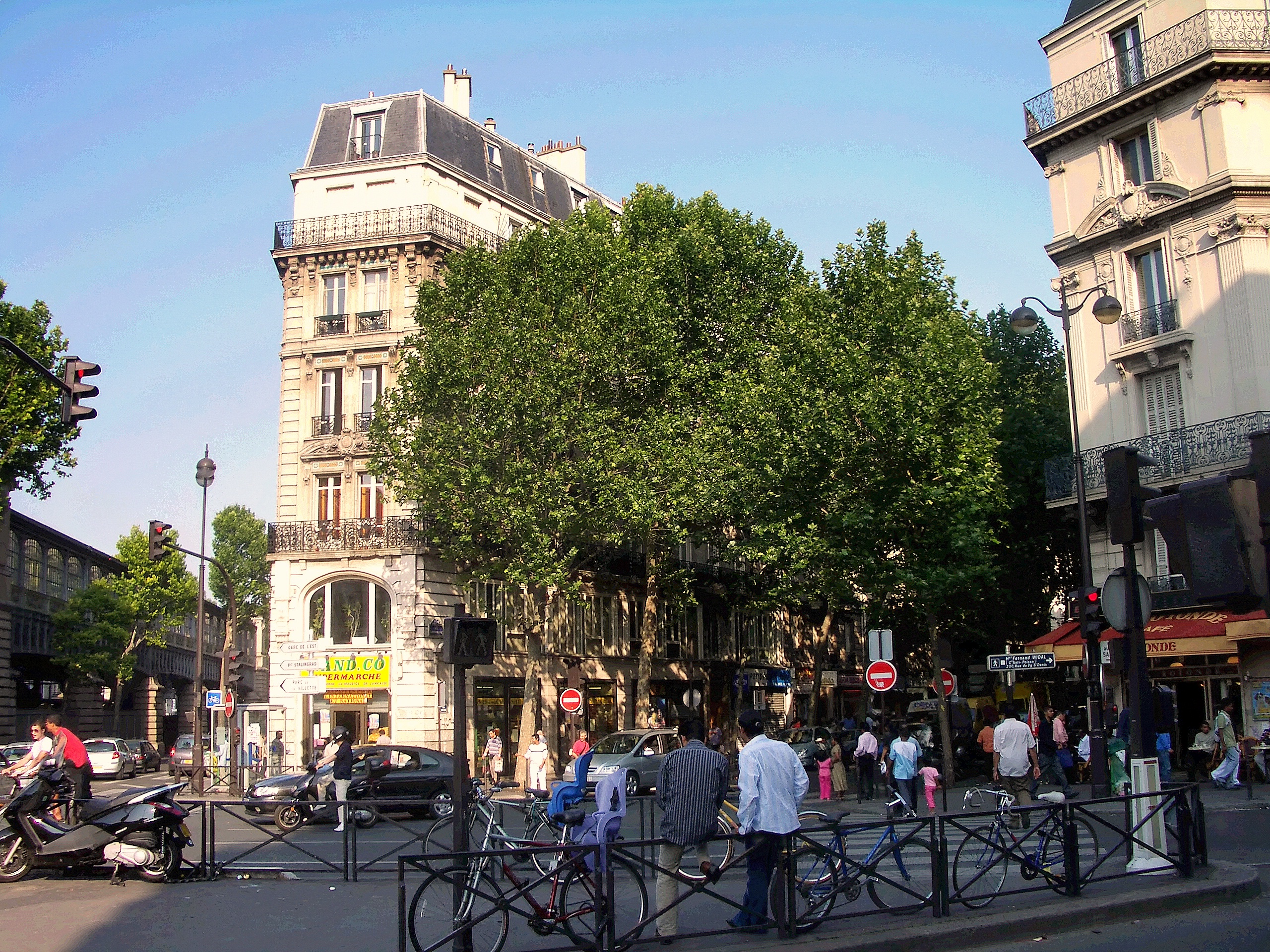
Carrefour de la rue Louis-Blanc avec le boulevard de la Chapelle et la rue du Faubourg-Saint-Denis.
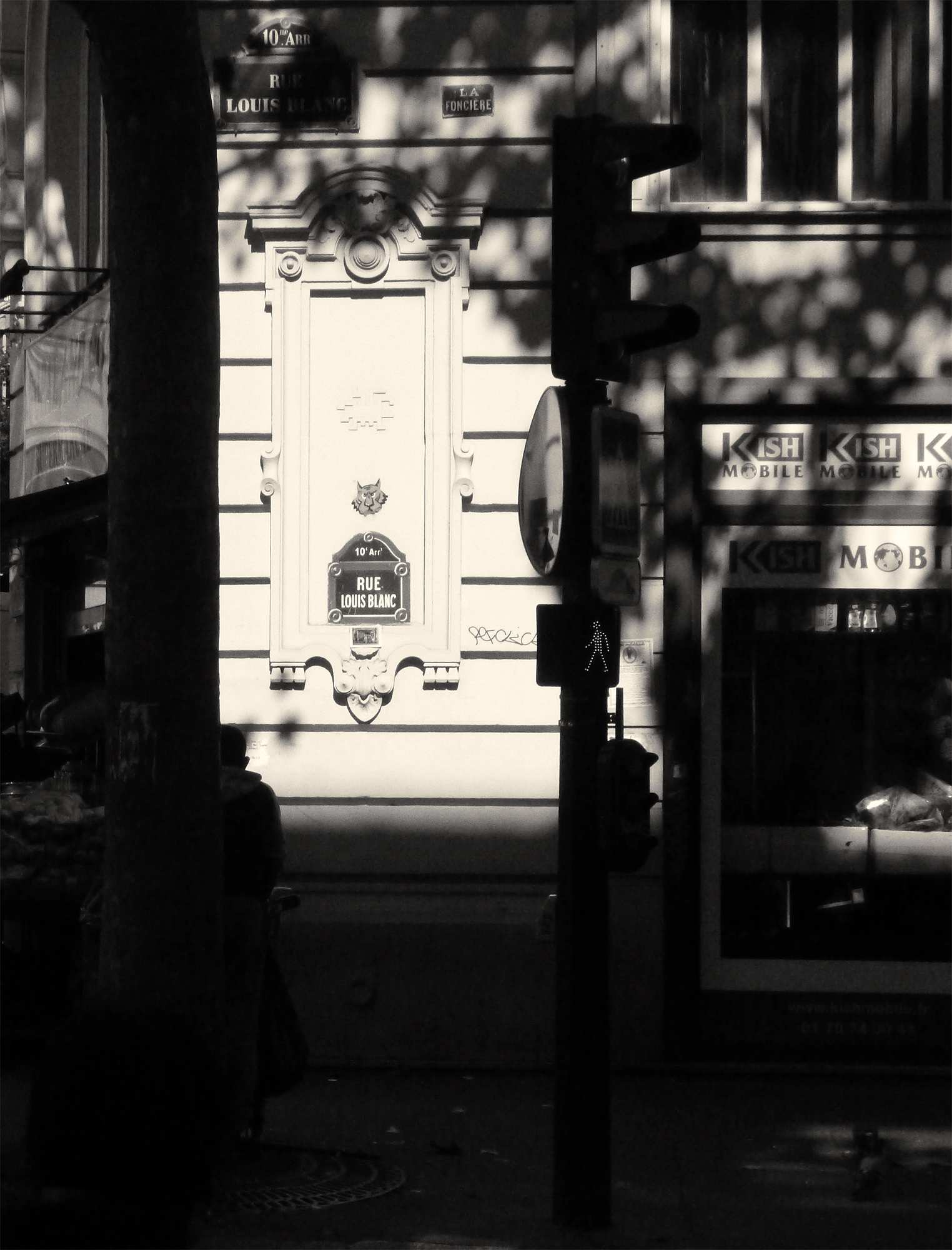
Plaque de la rue Louis-Blanc, à la même extrémité.

## Origine du nom

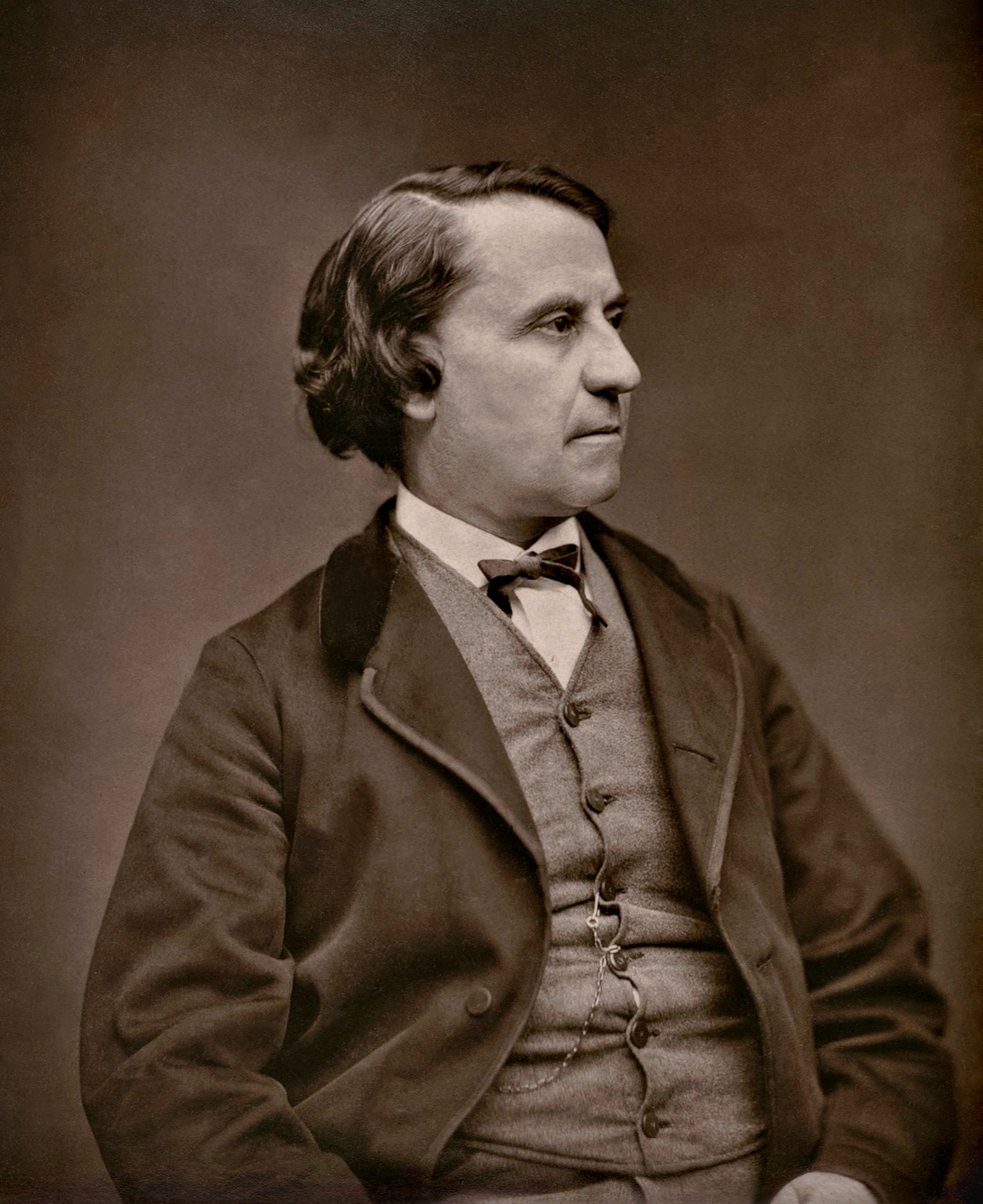
Louis Blanc.

La rue porte le nom de l'historien et homme politique français Louis Blanc (1811-1882).

## Historique

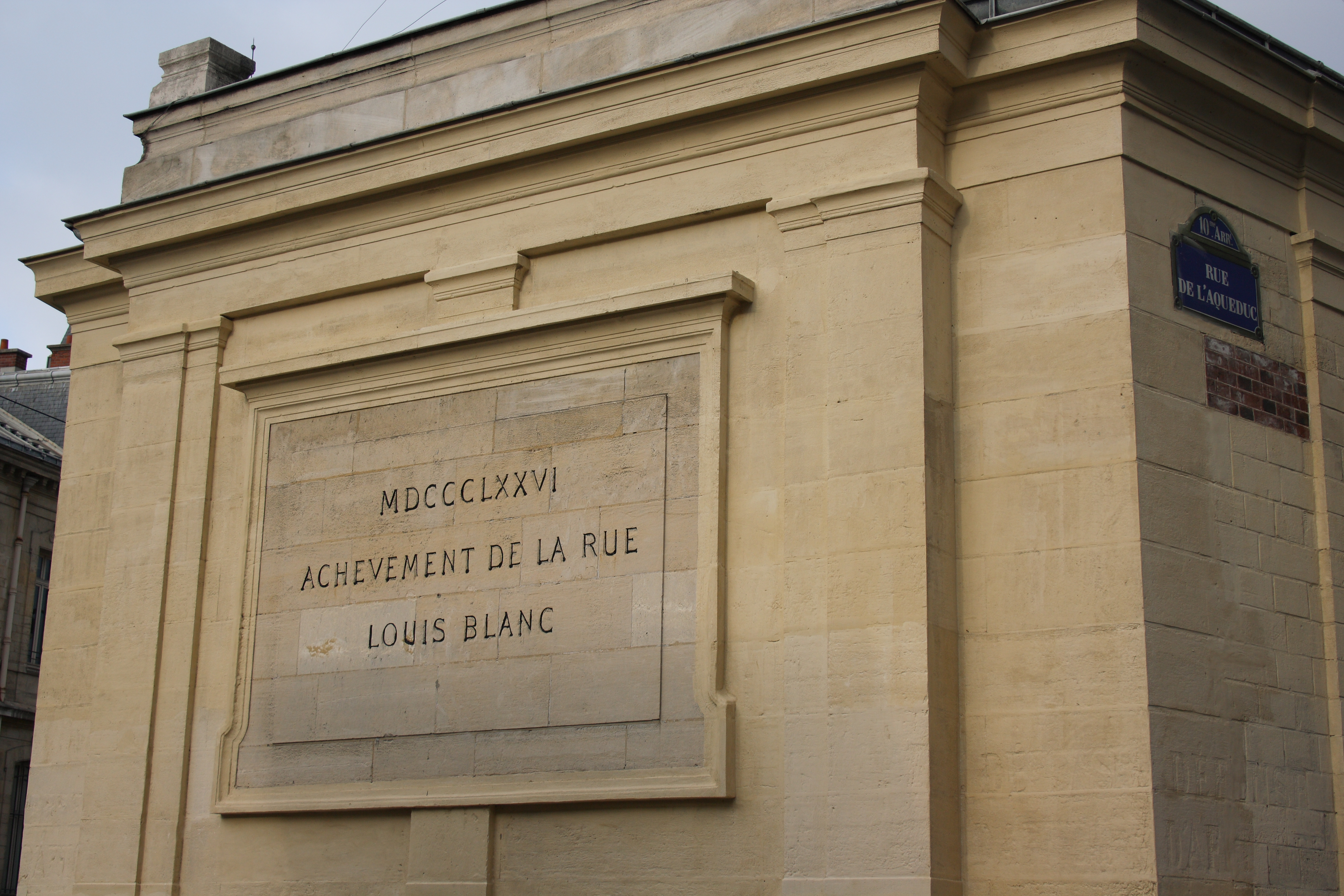
« MDCCCLXXVI, achèvement de la rue Louis Blanc ».

La section de la rue entre l'actuelle place du Colonel-Fabien et la rue du Faubourg-Saint-Martin est indiquée sur le plan de Delagrive de 1728 sous le nom de « chemin de la Voirie », puis sur le plan de Verniquet de 1790, sous le nom de « rue de la Voirie » car elle était située en bordure de la première voirie de Montfaucon elle-même proche de la butte de Montfaucon où se dressait le gibet supprimé en  1760. Cette voirie où l'on déchargeait les vidanges de Paris s'étendait à l'angle de la rue de Meaux à l'emplacement de l'actuelle place du Colonel-Fabien et sur un tronçon de l'actuel boulevard de la Villette fut transférée en 1772 environ 300 mètres au nord-est en contrebas de la Butte-Chaumont.
Le mur des Fermiers généraux et la barrière du Combat furent établis en 1789 à l'emplacement de l'ancienne voirie.
Des fabriques de cordes à boyaux étaient établies aux abords de ce dépôt d'immondices, c'est pourquoi la rue fut nommée « rue de la Boyauterie » ou « rue de la Boyauderie ».
Le préfet de police de Paris, Louis Nicolas Dubois, ayant pris un arrêté qui défendait de travailler les boyaux dans Paris, les propriétaires de cette rue, pour témoigner leur reconnaissance à ce magistrat, enlevèrent les inscriptions de rue de la Boyauderie, et les remplacèrent par de nouvelles plaques portant le nom de « rue Dubois ». Cette dénomination resta pendant cinq ans avant que celle-ci reprenne le nom de « rue de la Boyauderie ».
En vertu d'une décision ministérielle du 2 octobre 1821, elle reçut la dénomination de « rue de la Butte-Chaumont ». À cette époque, elle s'arrêtait à la rue du Faubourg-Saint-Martin. Elle fut alors prolongée sur les terrains appartenant à MM. André et Collier par ordonnance royale du 31 janvier 1827, entre les rues du Faubourg-Saint-Martin et du Château-Landon.
Elle est une nouvelle fois prolongée, entre les rues du Château-Landon et du Faubourg-Saint-Denis, par décret du 21 avril 1866. Ce prolongement provoque la disparition de la rue des Fossés-Saint-Martin, voie qui reliait la rue Philippe-de-Girard et la rue du Faubourg-Saint-Denis,. La rue est achevée en 1876, comme en témoigne le monument commémoratif à l'angle avec la rue de l'Aqueduc.
Elle prend la dénomination de « rue Louis-Blanc » par arrêté du 10 novembre 1885.
Une partie de la voie délimitait la ZAC Jemmapes-Grange-aux-Belles.

## Bâtiments remarquables et lieux de mémoire
- Paul Éluard habite dans la rue à partir de 1908
- No 10 : en 2003 y a lieu le meurtre antisémite de Sébastien Selam.
- No 27 : conseil de prud’hommes de la capitale, l’un de ceux du ressort de la cour d’appel de Paris. Ce tribunal se trouvait auparavant rue Aubé.
- À l'angle des rues de l'Aqueduc, Philippe-de-Girard et Louis-Blanc : ancienne caserne de pompiers de Château-Landon construite entre 1876 et 1879, par l'architecte Antoine Soudée[5],[6],[7].
- No 49 bis : école élémentaire publique Louis-Blanc.